# TV Barrandov
TV Barrandov é um canal de televisão tcheco, lançado em 2009. Foi fundada e começou a transmitir em 2009. Atualmente transmite em tcheco.
Em 2015, depois que a empresa chinesa CEFC China Energy investiu na empresa controladora da TV Barrandov, a Empresa Media, o tom da cobertura da TV Barrandov sobre a China mudou com todas as reportagens neutras e negativas sobre a China sendo substituídas por reportagens positivas.